# Adlington (Lancashire)
Adlington is een civil parish in het bestuurlijke gebied Chorley, in het Engelse graafschap Lancashire. De plaats telt 6010 inwoners.

## Bekende inwoners van Adlington

### Geboren
- Lindsay Hoyle (1957), politicus, Speaker van het Britse Lagerhuis